# Reipertswiller
Reipertswiller é uma comuna francesa na região administrativa de Grande Leste, no departamento Baixo Reno. Estende-se por uma área de 19,31 km². Em 2010 a comuna tinha 866 habitantes (densidade: 44,8 hab./km²).